# Ravolva
Ravolva was een Nederlandse alternatieve-rockband, die bestond uit Pieter van der Kruijf (zang, gitaar), Jozef Reuser (basgitaar) en Bart van Zanten (drums). Ravolva kwam van oorsprong uit Hillegom. In 2012 viel de band uiteen.

## Biografie
Ravolva ontstond eind 2008 toen de drie bandleden elkaar vonden en besloten om samen een muzikale samenwerking te starten. Na vele uren hard werken besloten ze om hun eerste ep getiteld Meconium uit te brengen. Deze was in korte tijd uitverkocht. Na enige tijd en een aantal optredens door het hele land rees het idee om een compleet album uit te brengen. In 2010 werd dit werkelijkheid en op 15 oktober 2010 werden het album Light up the night en de single Hard to be uitgebracht. Na een afscheidsconcert op 18 februari 2012 ging de band uit elkaar.

## Discografie

### Albums
- Light up the night (2010)

### Singles/ep's
- Meconium (2008)
- Hard to be (2010)